# Nilivaara
Nilivaara – miejscowość w północnej Szwecji, na wschodnich krańcach Laponii. Leży w gminie Gällivare, w regionie Norrbotten i liczy 193 mieszkańców (2005). Nilivaara jest położona przy małej drodze (865), między Gällivare (55 km) a Pajalą.
Wieś powstała na początku XIX wieku. Nazwa Nilivaara znaczy Góra Chałupnicza i została ustalona w 1838 roku od myśliwskich chałup w tych terenach, gdzie przetrzymywano ustrzelone ptaki. Nilivaara stanowi odrębną parafię z 550 wiernymi. W dalszym ciągu mieszkańcy Nilivaary posługują się  językiem meänkieli, odmianą języka fińskiego.
Wieś leży na wzgórzu na wschód od Vettasjoki. Znajduje się tu szkoła, kiosk i kościół (sklep spożywczy i pocztę zlikwidowano). Głównym atutuem wsi są jej walory przyrodnicze oraz obfitujące w ryby cieki wodne, co m.in. przyciąga wędkarzy. Lasy bogate są w jeżyny, borówki i jagody.